# Premier Lake Park
Premier Lake Park är en park i Kanada.   Den ligger i provinsen British Columbia, i den södra delen av landet, 3 000 km väster om huvudstaden Ottawa. Premier Lake Park ligger 1 148 meter över havet. Den ligger vid sjön Rockbluff Lake.
Terrängen runt Premier Lake Park är varierad, och sluttar brant västerut. Trakten runt Premier Lake Park är nära nog obefolkad, med mindre än två invånare per kvadratkilometer.. 
I omgivningarna runt Premier Lake Park växer i huvudsak barrskog.